# 6346 Syukumeguri
6346 Syukumeguri (1995 AY) là một tiểu hành tinh vành đai chính được phát hiện ngày 6 tháng 1 năm 1995, bởi T. Kobayashi ở Oizumi.